# Luciano Aquino
Luciano Aquino, född 26 januari 1985, är en kanadensiskfödd italiensk professionell ishockeyspelare som för närvarande spelar för EC Red Bull Salzburg i EBEL.
Aquinos släktingar emigrerade till Kanada från Italien efter andra världskriget. Han valdes i sjunde rundan som 210:e spelaren totalt i NHL Entry draft 2005 av New York Islanders. Han spelade juniorhockey i Brampton Battalion, OHL. Efter begränsad med speltid i AHL flyttade Aquino till den italienska hockeyligan, där han mellan åren 2008-2011 spelade för klubbarna Asiago och Valpellice. Inför säsongen 2011/2012 värvades han till ERC Ingolstadt i tyska hockeyligan DEL. Påföljande säsong flyttade han vidare till Österrike för spel i klubben Dornbirner EC. Han gjorde stor succé i den österrikiska högstaligan, då han på 105 matcher svarade för sammanlagt 150 poäng.
I maj 2014 blev det officiellt att Aquino skrivit på ett ettårskontrakt med Färjestad BK i SHL.